# Fingerfruchtgewächse
Fingerfruchtgewächse (Lardizabalaceae) sind eine Pflanzenfamilie in der Ordnung der Hahnenfußartigen (Ranunculales). Sie enthält etwa neun Gattungen und etwa 36 (bis 50) Arten, die in Asien und Südamerika vorkommen.

## Beschreibung

### Vegetative Merkmale
Alle Arten sind verholzende Pflanzen: Lianen oder Sträucher. Die Schlingpflanzen dieser Familie, wie Akebia, Stauntonia und Lardizabala, winden alle im Schraubensinn von Stangen- und Feuerbohne, also bohnisch beziehungsweise – in naturwissenschaftlich-technischer Betrachtungsweise – als Rechtsschraubenwinder, botanisch gesehen als Rechtsswinder. Die wechselständig angeordneten Laubblätter sind in Blattstiel und Blattspreite gegliedert. Die Blattspreiten sind meist handförmig oder gefiedert.

### Generative Merkmale
Die Blüten der meisten Arten sind einhäusig getrenntgeschlechtig (monözisch). Die eingeschlechtigen Blüten sind radiärsymmetrisch und dreizählig. Es gibt zwei Kreise von kronblattartigen Kelchblättern und zwei (fehlen bei manchen Arten) Kreise von Nektarblättern (Kronblätter). Die Staubblätter der männlichen Blüten können frei oder verwachsen sein. Drei (bis neun) bis viele freie, oberständige Fruchtblätter sind in den weiblichen Blüten vorhanden.
Es werden Beeren oder Balgfrüchte gebildet mit meist zahlreichen (selten einem) Samen.

## Systematik und Verbreitung
Die Familie Lardizabalaceae wurde 1838 durch Joseph Decaisne in The Athenaeum; journal of literature, science, and the fine arts, 535, Seite 72 aufgestellt. Typusgattung ist Lardizabala Ruiz & Pav. Ein Homonym ist Lardizabalaceae R.Br.
2012 erfolgte eine Revision der Familie Lardizabalaceae durch Maarten J. M. Christenhusz; dabei wurden zwei Gattungen zu Synonymen.
Die Familie Lardizabalaceae besitzt eine disjunktes Areal; die meisten Arten kommen in Asien und einige in Südamerika vor.
In der Familie Lardizabalaceae Decne. nom. cons. gibt es seit Christenhusz 2012 nur noch sieben Gattungen mit etwa 40 Arten:
- Akebia Decne. (Syn.: Archakebia C.Y.Wu): Die seit 2012 etwa sechs Arten[2] sind ursprünglich in China, Taiwan, Japan und Korea verbreitet.[3]
- Boquila Decne.: Es gibt nur eine Art:
  - Boquila trifoliolata (DC.) Decne.: Sie kommt in Chile und Argentinien vor.[3]
- Decaisnea Hook.f. & Thomson nom. cons. (Syn.: Slackia Griff.): Die etwa zwei Arten kommen im westlichen China und im Himalaya vor.[3]
- Lardizabala Ruiz & Pav. (Syn.: Cogylia Molina): Die einzige Art dieser Gattung ist:
  - Lardizabala funaria  (Molina) Looser: Diese immergrüne Liane kommt im zentralen bis südlichen Chile und auf den Juan-Fernández-Inseln vor.[3]
- Sargentodoxa Rehder & E.H.Wilson: Es ist eine monotypische Gattung mit der einzigen Art:
  - Sargentodoxa cuneata (Oliver) Rehder & E.H.Wilson: Die Heimat ist China, Laos und Vietnam.[3]
- Sinofranchetia (Diels) Hemsl.: Es ist eine monotypische Gattung mit der einzigen Art:
  - Sinofranchetia chinensis (Franchet) Hemsl.: Die Heimat ist das zentrale und südliche China.[3]
- Stauntonien[4] (Stauntonia DC., Syn.: Holboellia Wall., Parvatia Decne.): Die seit 2012 etwa 28 Arten sind im Himalaya und von Pakistan bis ins gemäßigte Ostasien und Indochina verbreitet:[3]

## Bilder
Illustrationen:

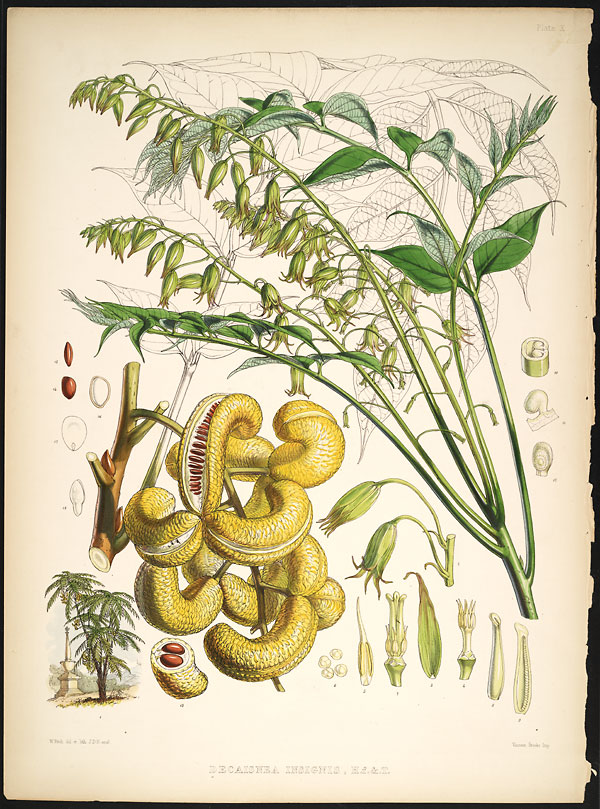
Decaisnea insignis
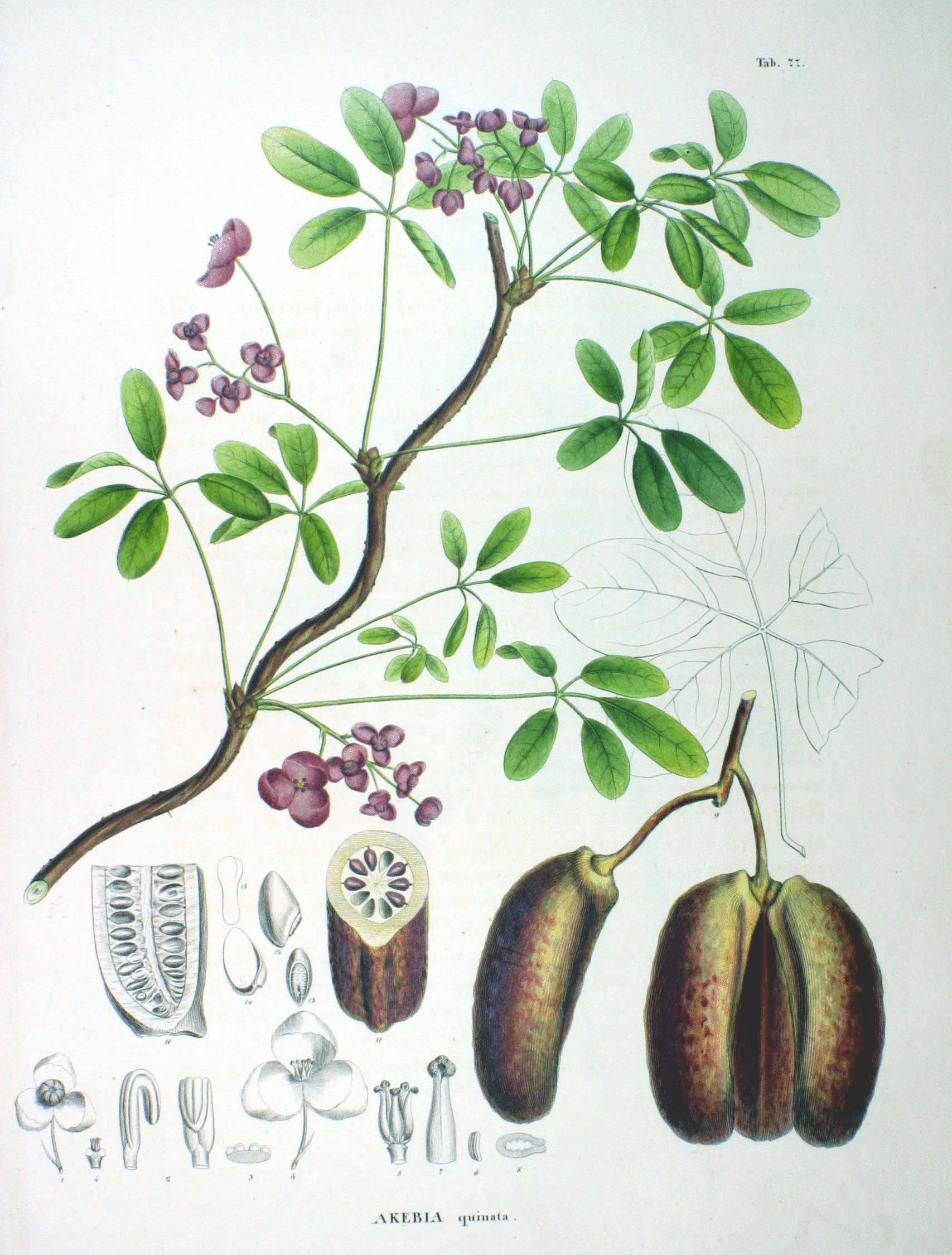
Fingerblättrige Akebie (Akebia quinata)
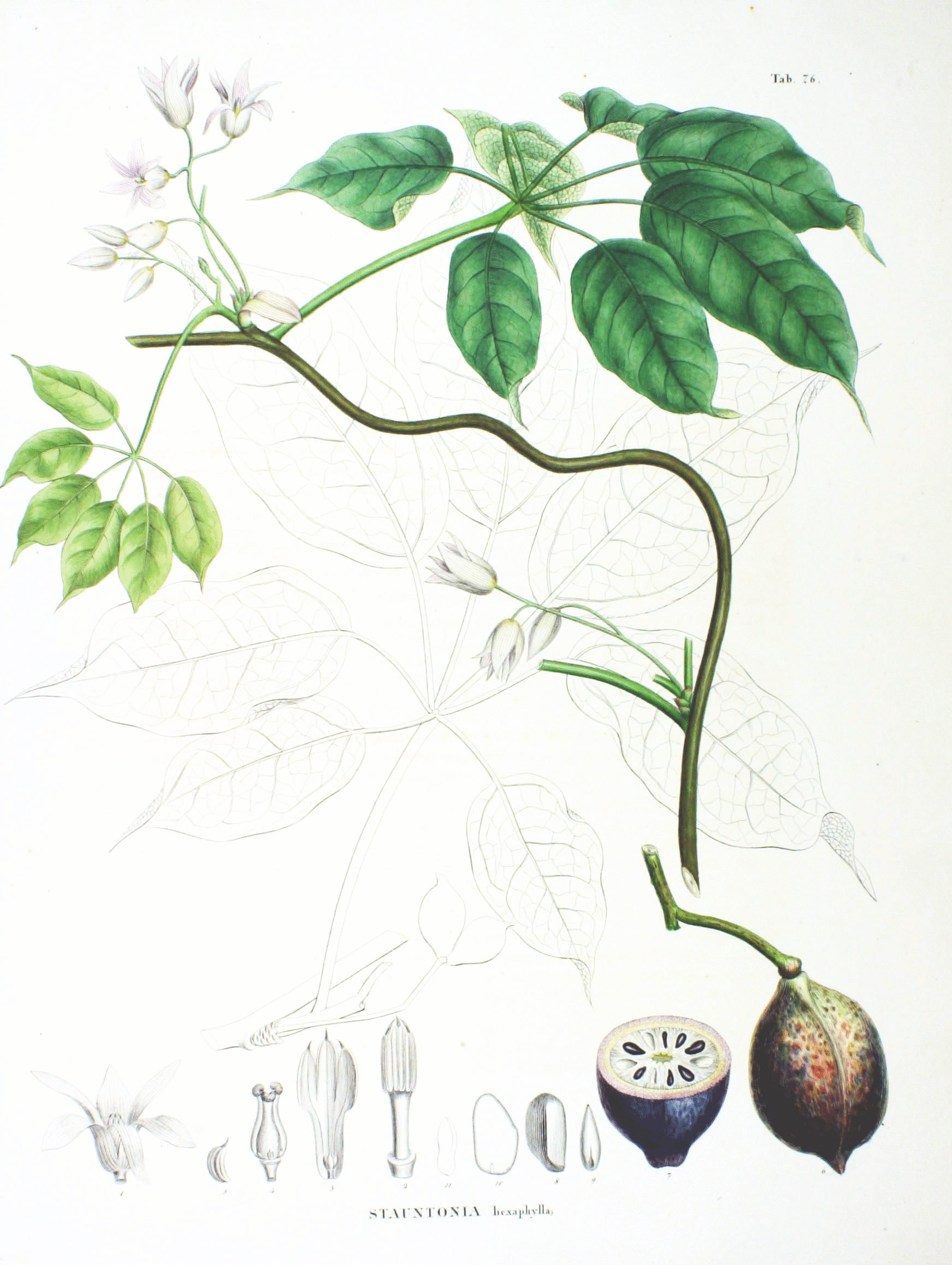
Rosenbecher (Stauntonia hexaphylla)

## Weiterführende Literatur
- Xiao-hui Zhang, Yi Ren, Yong-le Huang, Li Wen, Ji-si Zhang, Hui Li: Comparative studies on ovule development in Lardizabalaceae (Ranunculales), Flora - Morphology, Distribution. In: Functional Ecology of Plants, Volume 217, 2015.
- Mário Miguel Mendes, Guido W. Grimm, João Pais, Else Marie Friis: Fossil Kajanthus lusitanicusgen. et sp. nov. from Portugal: floral evidence for Early Cretaceous Lardizabalaceae (Ranunculales, basal eudicot). In: Grana, Volume 53, Issue 4, 2014.

- Karte mit allen verlinkten Seiten:
- OSM |
- WikiMap